# ماوريسيو مينا
ماوريسيو مينا (بالإسبانية: Mauricio Mina) (24 أغسطس 1982 في كولومبيا - ) هو لاعب كرة قدم كولومبي في مركز الهجوم. شارك مع منتخب غينيا الاستوائية لكرة القدم. أما مع النوادي، فقد لعب مع ديبورتيفو باستو وOrsomarso S.C. ‏ ونادي إنفيغادو وريونيغرو أغيلاس وBoyacá Chicó F.C. ‏ وأتلتيكو كالي.

## وصلات خارجية
- ماوريسيو مينا على موقع قاعدة بيانات كرة القدم.إي يو (الإنجليزية)
- ماوريسيو مينا على موقع ناشيونال فوتبول تيمز (الإنجليزية)
- ماوريسيو مينا على موقع Soccerway.com (الإنجليزية)
- ماوريسيو مينا على موقع AS.com (الإسبانية)